# Джермейн Пеннант
Джермейн Пеннант (англ. Jermaine Pennant, нар. 15 січня 1983, Ноттінгем) — англійський футболіст, півзахисник.
Виступав, зокрема, за клуби «Арсенал» та «Ліверпуль», а також молодіжну збірну Англії.

## Клубна кар'єра
Народився 15 січня 1983 року в місті Ноттінгем. Вихованець футбольної школи клубу «Ноттс Каунті». Дорослу футбольну кар'єру розпочав 1998 року в основній команді того ж клубу, але в чемпіонаті так і не зіграв за клуб жодного матчу.
Своєю грою за цю команду привернув увагу представників тренерського штабу клубу «Арсенал», до складу якого приєднався 1999 року за 2 мільйони фунтів. Протягом перших трьох сезонів Джермейн виступав лише у кубку та єврокубках і лише 24 серпня 2002 року дебютував у Прем'єр-лізі в грі проти «Вест Гем Юнайтед». 7 травня 2003 року 20-річний Пеннант забив 3 м'ячі за «Арсенал» у ворота «Саутгемптона» в матчі англійської Прем'єр-ліги (6:1), які стали для нього дебютними в кар'єрі. Проте основним гравцем «канонірів» Пеннант стати не зумів і змушений був на правах оренди виступати за «Вотфорд» і «Лідс Юнайтед». Влітку 2004 року виграв з лондонцеми свій перший трофей — Суперкубок Англії, в якому відіграв увесь матч.
На початку 2005 року Пеннант знову був відданий в оренду, цього разу в «Бірмінгем Сіті», який у квітні того ж року викупив контракт гравця ща 3 млн фунтів.
26 липня 2006 року за 6,7 млн фунтів перейшов у «Ліверпуль», з яким уклав контракт на чотири роки. Вже в серпні того ж року Джермейн виграв з новою командою другий для себе Суперкубок Англії, вийшовши в основному складі. А у першому сезоні допоміг клубу дійти до фіналу Ліги чемпіонів, де також відіграв увесь матч, але англійці поступилися з рахунком 1:2 італійському «Мілану». Всього за мерсесайдців Джермейн провів наступні два з половиною роки, але також основним гравцем не став, тому на початку 2009 року був відданий в оренду в «Портсмут».
14 травня 2009 року Пеннант повідомив, що хоча його постійна угода з «Ліверпулем» закінчується наприкінці сезону і він відкритий для переговорів щодо продовження своєї кар'єри в іншому клубі, конкретних пропозицій, у тому числі від «Портсмуту» йому все ще не надходило. Зрештою Пеннант перейшов як вільний агент у «Сарагосу», підписавши 10 липня з іспанським клубом контракт на три роки, але провів лише один сезон.
31 серпня 2010 року, в останній день літнього трансферного вікна, Пеннант погодився на 4-місячну оренду в клуб Прем'єр-ліги «Сток Сіті». Пеннант дебютував за Сток вийшовши на заміну в домашній грі проти «Астон Вілли» 13 вересня. Менеджер Тоні П'юліс заявив, що він буде сподіватись на купівлю Пеннанта в січневе трансферне вікно. Пеннант також висловив бажання залишитися в «Стоку» після закінчення оренди. В підсумку так і сталось і Пеннант приєднався до «Сток Сіті» на постійній основі 29 грудня 2010 року, підписавши контракт на два з половиною роки з первинним внеском в £ 1 725 000, який міг в кінцевому підсумку підвищитися в майбутньому до £ 2,8 млн.
З жовтня 2012 по січень 2013 року на правах оренди виступав за «Вулвергемптон Вондерерз», після чого повернувся в «Сток Сіті». У січні 2014 року на правах вільного агента покинув «гончарів».

## Виступи за збірну
Протягом 2001–2004 років залучався до складу молодіжної збірної Англії, у складі якої взяв участь у молодіжному чемпіонаті Європи 2002 року. На турнірі англійці зайняли останнє місце в групі, а Джермейн зіграв в усіх трьох матчах. Всього на молодіжному рівні зіграв у 24 офіційних матчах.

## Статистика виступів

### Статистика клубних виступів
| Сезон                      | Команда                    | Чемпіонат                  | Чемпіонат | Чемпіонат | Національний кубок | Національний кубок | Національний кубок | Континентальні кубки | Континентальні кубки | Континентальні кубки | Інші змагання | Інші змагання | Інші змагання | Усього | Усього |
| Сезон                      | Команда                    | Ліга                       | Ігор      | Голів     | Ліга               | Ігор               | Голів              | Ліга                 | Ігор                 | Голів                | Ліга          | Ігор          | Голів         | Ігор   | Голів  |
| -------------------------- | -------------------------- | -------------------------- | --------- | --------- | ------------------ | ------------------ | ------------------ | -------------------- | -------------------- | -------------------- | ------------- | ------------- | ------------- | ------ | ------ |
| 1998-99                    | «Ноттс Каунті»             | 2Д (ІІІ)                   | 0         | 0         | КА+КЛ              | 0+0                | 0+0                |                      | —                    | —                    | —             | —             | —             | 0      | 0      |
| 2002-03                    | «Арсенал»                  | ПЛ                         | 5         | 3         | КА+КЛ              | 0+0                | 0+0                | ЛЧ                   | 1                    | 0                    | —             | —             | —             | 6      | 3      |
| 2002-03                    | «Вотфорд»                  | Ч (ІІ)                     | 21        | 3         | КА+КЛ              | 0+0                | 0+0                | —                    | —                    | —                    | —             | —             | —             | 21     | 3      |
| 2003-04                    | «Лідс Юнайтед»             | ПЛ                         | 36        | 2         | КА+КЛ              | 0+0                | 0+0                | —                    | —                    | —                    | —             | —             | —             | 36     | 2      |
| 2004-05                    | «Арсенал»                  | ПЛ                         | 7         | 0         | КА+КЛ              | 1+0                | 0+0                | ЛЧ                   | —                    | —                    | СА            | 1             | 0             | 9      | 0      |
| 2004-05                    | «Бірмінгем Сіті»           | ПЛ                         | 12        | 0         | КА+КЛ              | 0+0                | 0+0                | —                    | —                    | —                    | —             | —             | —             | 12     | 0      |
| 2005-06                    | «Бірмінгем Сіті»           | ПЛ                         | 38        | 2         | КА+КЛ              | 1+0                | 0+0                | —                    | —                    | —                    | —             | —             | —             | 39     | 2      |
| Усього за «Бірмінгем Сіті» | Усього за «Бірмінгем Сіті» | Усього за «Бірмінгем Сіті» | 50        | 2         |                    | 1                  | 0                  |                      |                      |                      |               |               |               | 51     | 2      |
| 2006-07                    | «Ліверпуль»                | ПЛ                         | 34        | 1         | КА+КЛ              | 1+2                | 0+0                | ЛЧ                   | 13                   | 0                    | СА            | 1             | 0             | 51     | 1      |
| 2007-08                    | «Ліверпуль»                | ПЛ                         | 18        | 2         | КА+КЛ              | 2+0                | 0+0                | ЛЧ                   | 5                    | 0                    | —             | —             | —             | 25     | 2      |
| 2008-09                    | «Ліверпуль»                | ПЛ                         | 3         | 0         | КА+КЛ              | 0+1                | 0+0                | ЛЧ                   | —                    | —                    | —             | —             | —             | 4      | 0      |
| Усього за «Ліверпуль»      | Усього за «Ліверпуль»      | Усього за «Ліверпуль»      | 55        | 3         |                    | 6                  | 0                  |                      | 18                   | 0                    |               | 1             | 0             | 80     | 3      |
| 2008-09                    | «Портсмут»                 | ПЛ                         | 26        | 0         | КА+КЛ              | 1+0                | 0+0                | —                    | —                    | —                    | —             | —             | —             | 27     | 0      |
| 2009-10                    | «Реал Сарагоса»            | ПД                         | 25        | 0         | КІ                 | 1                  | 0                  | —                    | —                    | —                    | —             | —             | —             | 26     | 0      |
| 2010-11                    | «Сток Сіті»                | ПЛ                         | 29        | 3         | КА+КЛ              | 6+1                | 0+0                | —                    | —                    | —                    | —             | —             | —             | 36     | 3      |
| 2011-12                    | «Сток Сіті»                | ПЛ                         | 27        | 0         | КА+КЛ              | 2+2                | 0+0                | ЛЄ                   | 9                    | 0                    | —             | —             | —             | 40     | 0      |
| 2012-13                    | «Сток Сіті»                | ПЛ                         | 1         | 0         | КА+КЛ              | 0+1                | 0+0                | —                    | —                    | —                    | —             | —             | —             | 2      | 0      |
| 2012-13                    | «Вулвергемптон»            | Ч (ІІ)                     | 15        | 0         | КА+КЛ              | 0+0                | 0+0                | —                    | —                    | —                    | —             | —             | —             | 15     | 0      |
| 2012-13                    | «Сток Сіті»                | ПЛ                         | 0         | 0         | КА+КЛ              | 0+0                | 0+0                | —                    | —                    | —                    | —             | —             | —             | 0      | 0      |
| 2013-14                    | «Сток Сіті»                | ПЛ                         | 5         | 1         | КА+КЛ              | 0+3                | 0+0                | —                    | —                    | —                    | —             | —             | —             | 8      | 1      |
| Усього за «Сток Сіті»      | Усього за «Сток Сіті»      | Усього за «Сток Сіті»      | 62        | 4         |                    | 15                 | 0                  |                      | 9                    | 0                    |               |               |               | 86     | 4      |
| Усього за кар'єру          | Усього за кар'єру          | Усього за кар'єру          | 302       | 17        |                    | 25                 | 0                  |                      | 28                   | 0                    |               | 2             | 0             | 357    | 17     |

## Досягнення
- Володар Суперкубка Англії (2):

«Арсенал»: 2004
«Ліверпуль»: 2006